# Хомс (Ливия)
Хомс (араб. الخمس‎) — столица муниципалитета Эль-Маргаб в Ливии. Население — 28 976 чел. (на 2010 год).
19 января 1943 года войска британской 8-й армии заняли Хомс в ходе преследования войск Эрвина Роммеля от Эль-Буайрата-эль-Хасуна.

## Достопримечательности
Возле Хомса расположен объект Всемирного наследия ЮНЕСКО, Лептис-Магна — древний город в области Сиртика. Благодаря своей планировке город получил название «Рим в Африке».